# Caloblatta lampra
Caloblatta lampra är en kackerlacksart som beskrevs av Morgan Hebard 1923. Caloblatta lampra ingår i släktet Caloblatta och familjen småkackerlackor. Inga underarter finns listade.